# چانگان آلزوین وی۳
چانگان آلزوین وی۳ یک سدان کامپکت است که توسط خودروساز چینی چانگان موتورز تولید می‌شود.

## بررسی اجمالی
چانگان آلزوین وی۳ یک خودروی سدان است و قیمت آلزوین وی۳ از ۴۳٫۹۰۰ تا ۴۸٫۹۰۰ یوان متغیر است. آلزوین وی۳ با یک موتور ۱٫۳ لیتری چهارسیلندر خطی با توان ۱۶۴ اسب بخار قدرت و ۱۲۱ نیوتن‌متر گشتاور تولید می‌شد. وی۳ با یک جعبه‌دنده ۵ سرعته دستی به فروش می‌رسد.

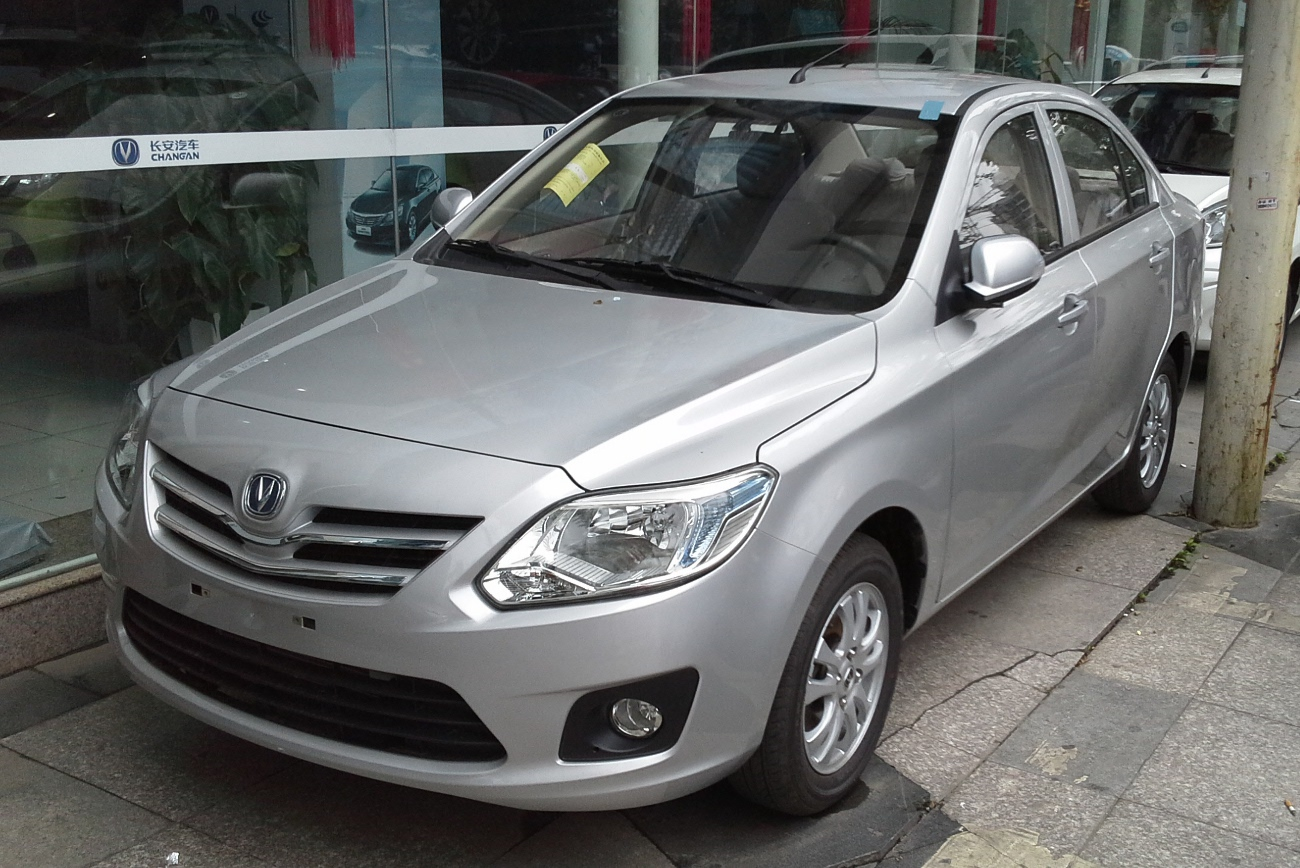
چانگان آلزوین وی۳ پیش از فیس‌لیفت (جلو)
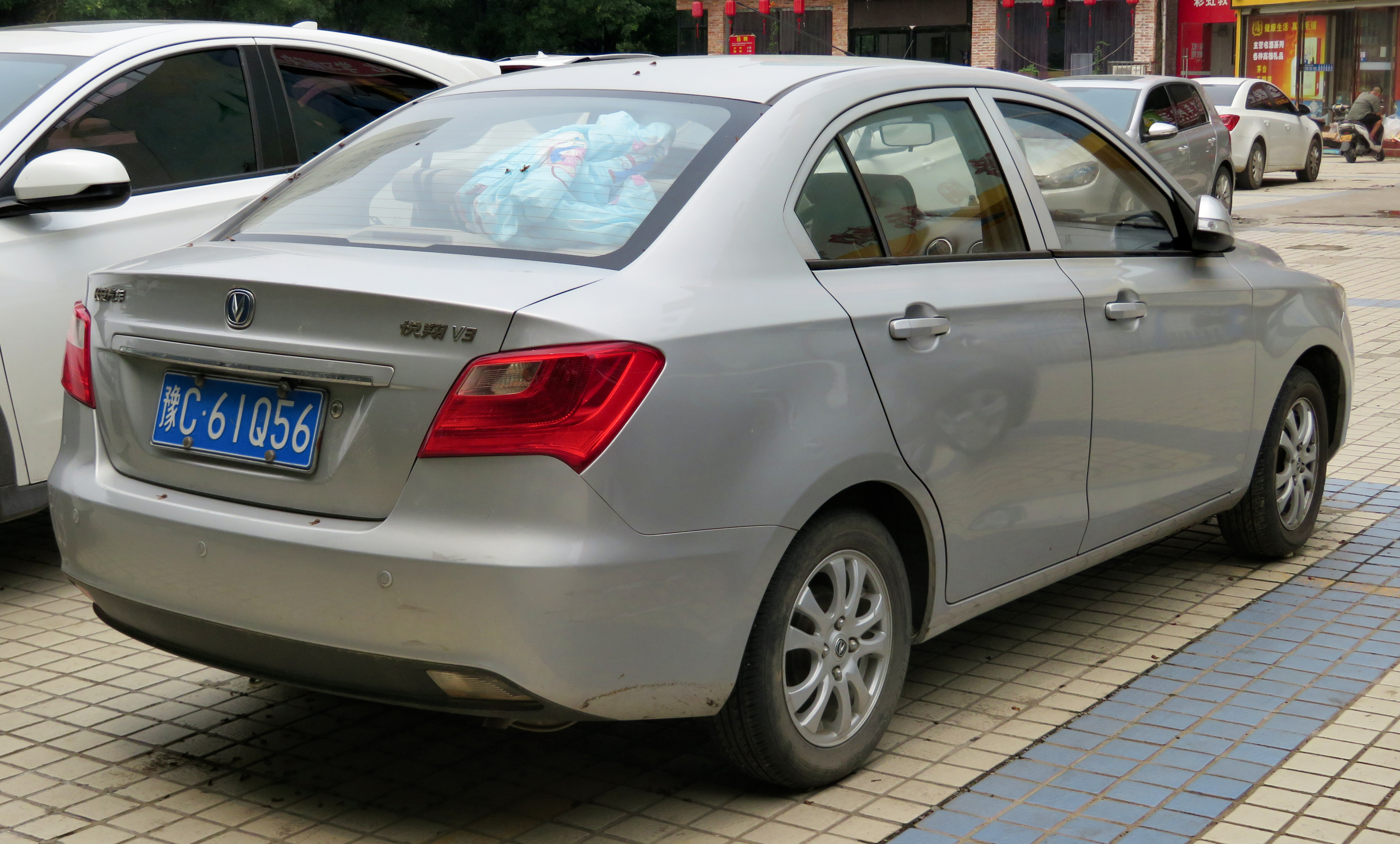
چانگان آلزوین وی۳ پیش از فیس‌لیفت (عقب)

### فیس‌لیفت
فیس‌لیفت آلزوین وی۳ در نمایشگاه خودرو گوانگژو ۲۰۱۴ معرفی شد.
فیس‌لیفت آلزوین وی۳ دارای یک موتور ۱٫۴ لیتری چهارسیلندر خطی و یک جعبه‌دنده ۵ سرعته خودکار می‌باشد.

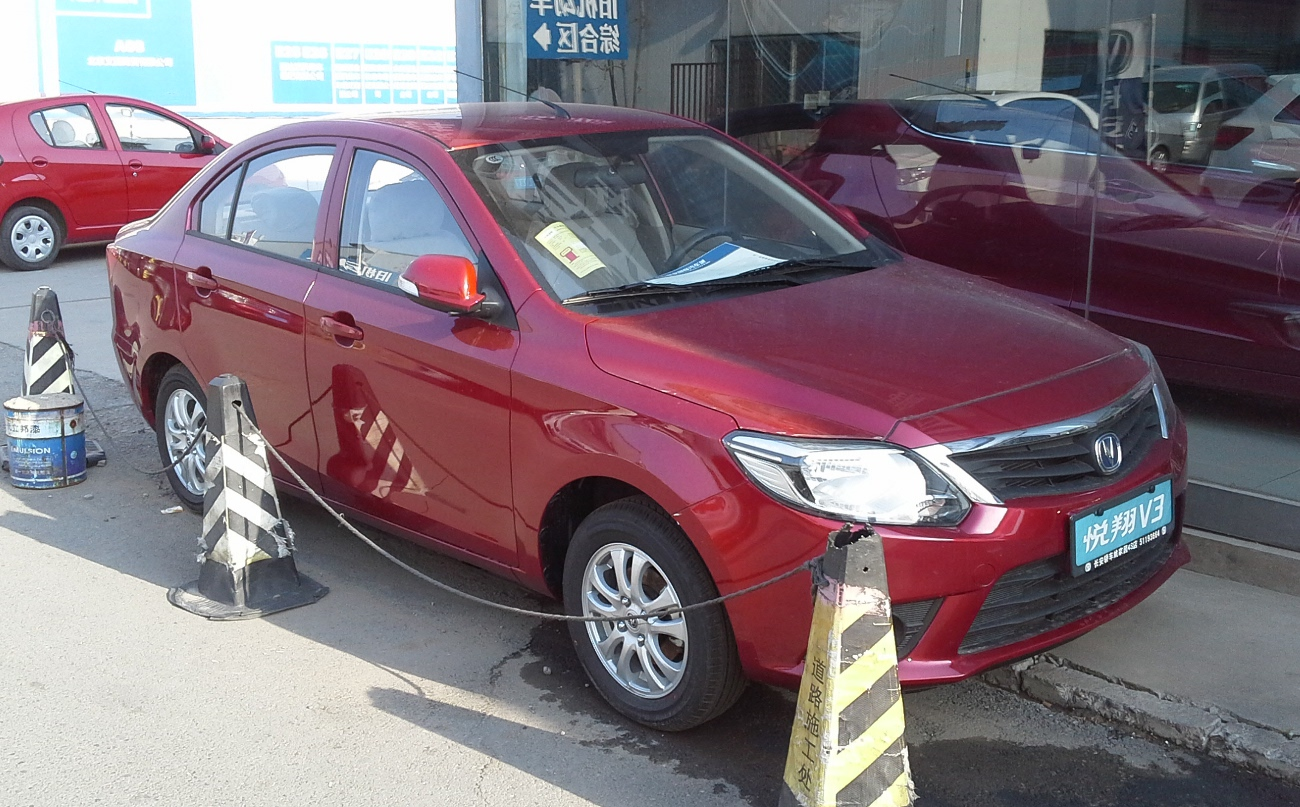
چانگان آلزوین وی۳ فیس‌لیفت (جلو)
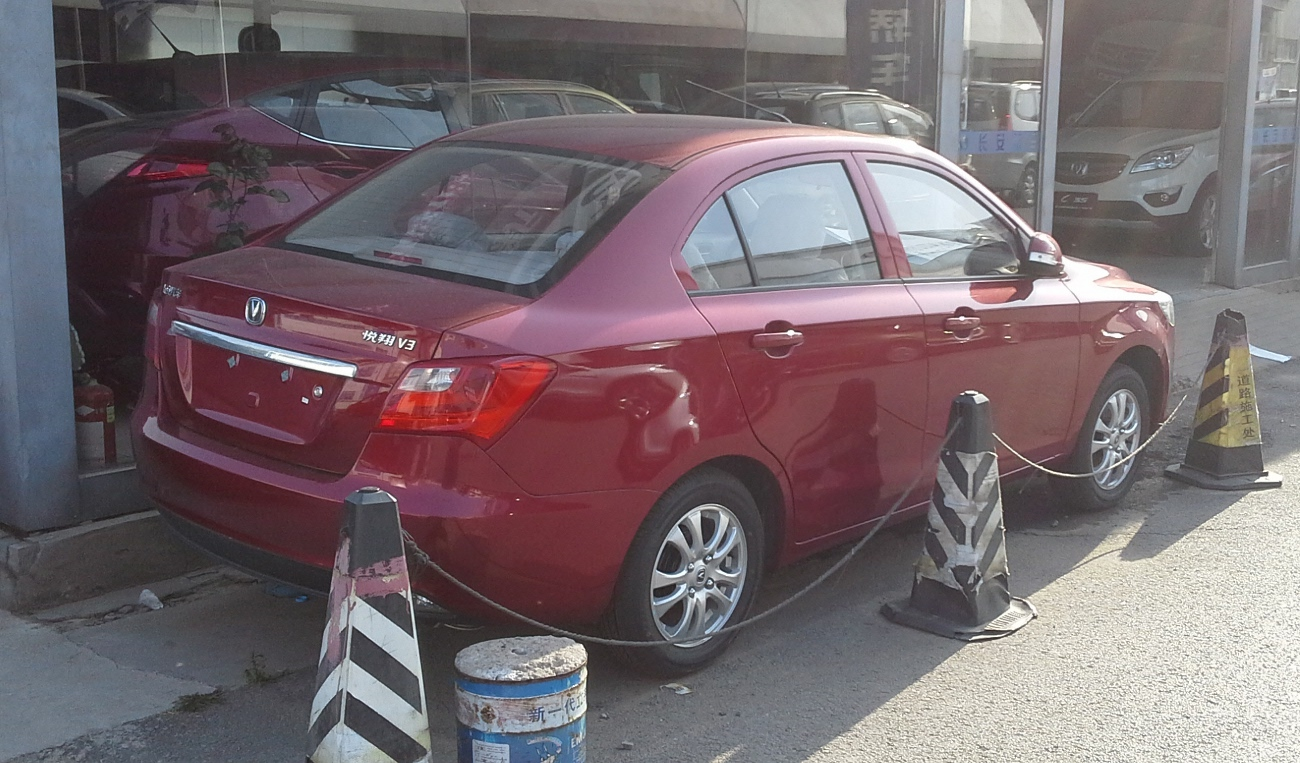
چانگان آلزوین وی۳ فیس‌لیفت (عقب)